# 潘鸣啸
潘鸣啸（法語：Michel Bonnin，1949年—），生于法国伊夫林省圣日耳曼昂莱，具有哲学学士、中国语言与文化学硕士及历史学博士学位，现为法国社会科学高等学院当代史研究员、清华大学教授、清华大学中法人文社会科学研究中心主任。

## 生平
潘鸣啸出生在法国伊夫林省圣日耳曼昂莱，学生时代，潘鸣啸坚信马克思主义、毛泽东、萨特、法国古典哲学和印度宗教。1968年，巴黎爆发“五月风暴”，潘鸣啸是支持左派的造反派学生。1973年，潘鸣啸独自来到香港，一边打工一边学习中文，当时，潘鸣啸在香港遇到从中国大陆逃去的知青，他和知青交谈和阅读他们刊印的《黄河》杂志后，了解了中国文化大革命那段时期的历史。

## 思想
潘鸣啸主要研究中国的历史，尤其是中华人民共和国建国后的历史，对知青、文化大革命、中华人民共和国民主运动、农民工、就业等有自己的见解。

### 知青上山下乡原因
1977年，美国汉学家托马斯·伯恩斯坦出版了《上山下乡：中国的知青运动》，指出知青上山下乡的原因是：“中国政府让知青下乡的根本原因，是为了解决当时城市面临的就业压力。”潘鸣啸不认同这种观点，在《失落的一代》中他仔细论证了自己的观点，即“（毛泽东）培养可靠的革命接班人”，潘鸣啸的观点在中国获得学者徐友渔的支持。潘鸣啸认为中国上山下乡是跟随苏联赫鲁晓夫学的，1953年和1954年，苏联城市里的青年被派往西伯利亚和哈萨克斯坦搞农垦。而上山下乡的悲剧是致使中国社会腐败问题滋生和大量女知青被诱奸。

### 中国民主化问题
潘鸣啸反对“中国人素质低，民主就会乱”的观点，认为中国（大陸）民主化不能像韩寒《说民主》里讲的观点中国人都“素质高”才可以实行，非暴力改革是最理想的方法，但是政府不肯让步，就会导致暴力革命。

## 作品
潘鸣啸最早的作品是《20岁在中国》，2004年在法国出版，2009年在香港出版繁体中文版，其作品《失落的一代：中国的上山下乡运动（1968—1980）》简体中文版有删节。

### 中文版
- . 由欧阳因翻译. 北京市: 中国大百科全书出版社. 2010-01-01: 454. ISBN 9787500082545.
- . 香港: 香港中文大學. : 468.

### 法文版
- . Paris: Carnets du Centre Chine. 2010 （法语）.
- . Paris: Gallimard (« coll. Archives »). 2010: 931–972 （法语）.
- . Paris: Éditions de l’École des hautes études en sciences sociales. 2004: 491 （法语）.
- . Paris: Gallimard (« coll. Archives »). 1991: 589 （法语）.
- . Paris: Gallimard (« coll. Archives »). 1980: 250 （法语）.
- . Paris: Éditions du Seuil (« L’Histoire immédiate »). 1978: 181 （法语）.